# Siegmund Schmidt
Siegmund Schmidt (* 7. Juli 1939 in Stuttgart; † 17. November 2021) war ein deutscher Komponist und Kirchenmusiker.

## Leben
Siegmund Schmidt wuchs in Stuttgart-Botnang auf, wo sein Vater Gottlob Schmidt Lehrer und Organist war. Nach dem Abitur am Stuttgarter Dillmann-Gymnasium war er Orgelschüler von Helmuth Rilling. Er studierte Schul- und evangelische Kirchenmusik an der Staatlichen Hochschule für Musik in Stuttgart und Musikwissenschaft und Germanistik an der Eberhard Karls Universität Tübingen und der Ruprecht-Karls-Universität Heidelberg. Nach der kirchenmusikalischen A-Prüfung war Siegmund Schmidt Kantor und Organist in Stuttgart-Botnang sowie später Assistent bei Universitätsmusikdirektor Siegfried Hermelink an der Universität Heidelberg. Neben seiner späteren Lehrtätigkeit am Evangelisch-theologischen Seminar Schöntal und am Hohenlohe-Gymnasium Öhringen übernahm er 1974 das Amt des Bezirkskantors und Stiftsorganisten an der Stiftskirche in Öhringen (Hohenlohe).
Das kompositorische Schaffen von Siegmund Schmidt umfasst Motetten, Kantaten, eine Messe, ein 12-stimmiges Sanctus, Psalmvertonungen, ein Oratorium, Kunstlieder, Werke für Orgel, Klavier, Cembalo, Kammerensemble, Blech- und Holzbläser sowie Orchester.
Kennzeichnend für Schmidts Kompositionsstil sind neben modalen Techniken freitonale, beziehungsweise polytonale, sporadisch auch atonale Klangstrukturen, die sich zum Teil aus der polyphonen Satztechnik ergeben. Es wechseln – vor allem im kammermusikalischen Bereich – klassische Entwicklungsphasen mit collageartigen Reihungen und klanglich-punktuelle Strukturen, aus welchen sich eine vielfältige musikalische Gestik ergibt.
Siegmund Schmidts Werke wurden unter anderem vom Kammerchor Stuttgart unter der Leitung von Frieder Bernius, dem Württembergischen Kammerchor unter der Leitung von Dieter Kurz, dem Vokalensemble sirventes berlin, dem Collegium iuvenum Stuttgart, dem Posaunisten Armin Rosin, dem Wartburg Choir aus den USA, sowie im Rahmen von Festivals wie den Haller Bachtagen in Nordrhein-Westfalen, den Musikfestwochen Donau-Oberschwaben, dem Deutschen Chorwettbewerb (Weimar; 2014) und dem Hohenloher Kultursommer aufgeführt sowie vom Rundfunk (SWR2) gesendet.

## Diskographie
- Komponistenporträt, Werke von Siegmund Schmidt (Organum Classics)
- Concerto, Siegmund Schmidt: „Was Gott tut, das ist wohlgetan“ Partita für Trompete und Orgel – Matthias Beck, Trompete; Hildegund Treiber, Orgel (Organum Classics)
- Erschallet! Siegmund Schmidt: „Wachet auf, ruft uns die Stimme“ Triptychon für zwei Trompeten und Orgel – Matthias Beck und Vicente López, Trompeten; Hildegund Treiber, Orgel (Organum Classics)